# Beleg van Vicksburg
Het Beleg van Vicksburg of de Slag bij Vicksburg was het laatste belangrijkste gevecht in de Vicksburgveldtocht van de Amerikaanse Burgeroorlog. In een serie briljante manoeuvres wist de Noordelijke generaal Ulysses S. Grant zijn Army of the Tennessee de Mississippi te laten oversteken en het Zuidelijke leger van generaal John C. Pemberton op te sluiten in de verdedigingslinies van de versterkte stad Vicksburg (Mississippi). Na twee aanvallen op de stad op 19 en 22 mei 1863 sloeg Grant het beleg om de stad. Zonder versterkingen en met weinig voorraden hield het Zuidelijke garnizoen het nog veertig dagen uit. Op 4 juli 1863 werd de witte vlag gehesen. De volledige rivier de Mississippi was nu in Noordelijke handen.
De overgave van Vicksburg en de nederlaag van Robert E. Lee in de Slag bij Gettysburg worden gezien als het keerpunt in de oorlog. Het Zuiden werd na het verlies van Vicksburg in twee delen gesplitst. De stad Vicksburg zou de volgende 80 jaar geen 4de juli vieren (de Amerikaanse onafhankelijksheidsdag).

## Achtergrond

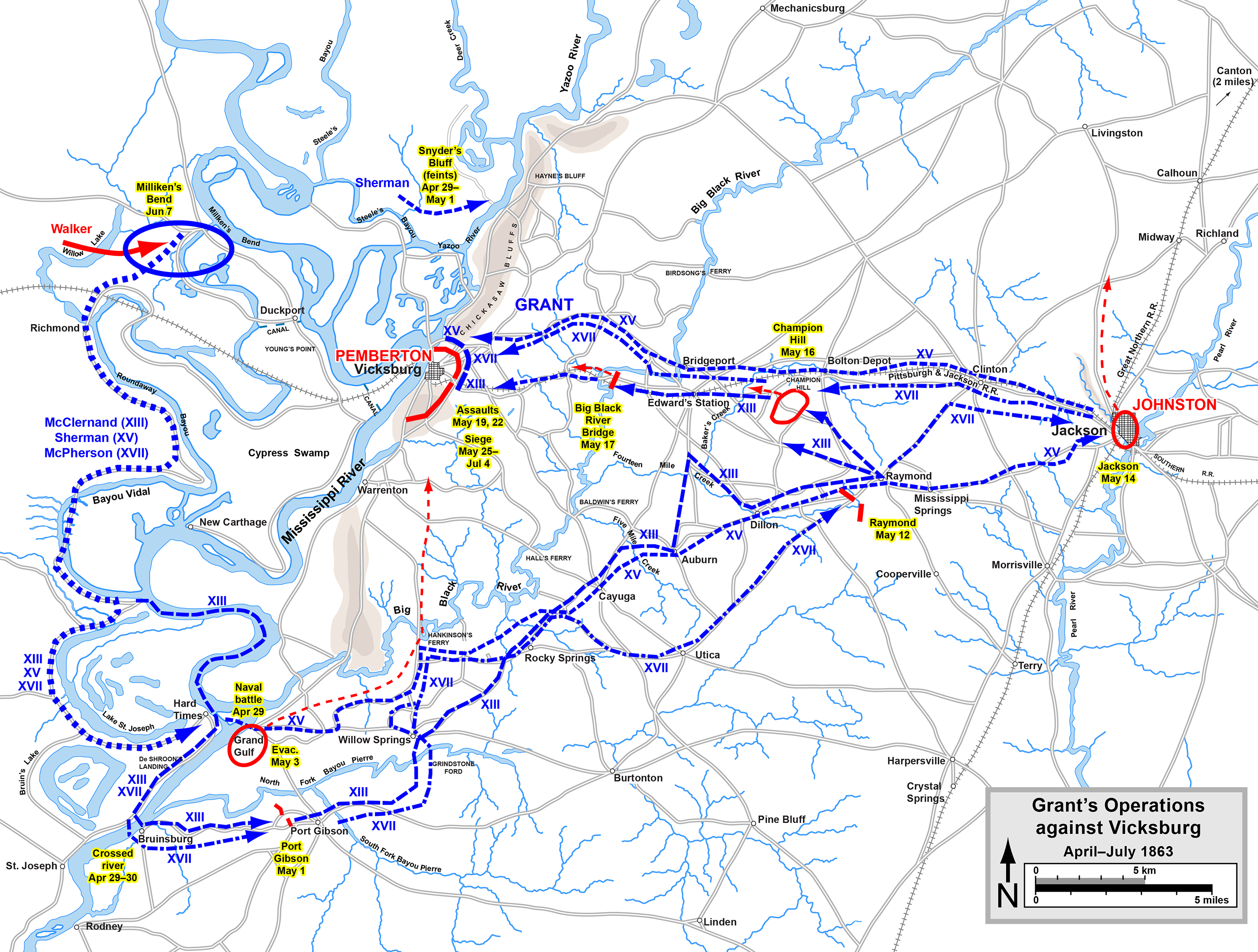
Grants operaties tegen Vicksburg.

Grant stak de Mississippi over ten zuiden van Vicksburg bij Bruinsburg en versloeg de Zuidelijken bij Port Gibson en Raymond. Daarna nam Grant Jackson (Mississippi) in en dwong Pemberton zich naar het westen terug te trekken. Hij wist dat William T. Sherman vanuit het noorden zijn flanken wilde bedreigen. Pembertons pogingen om de Noordelijke opmars bij Champion Hill en Big Black River tegen te houden mislukten. Hij liet de bruggen over de Big Black River verbranden en nam alles wat eetbaar was mee terug naar de goed versterkte stad Vicksburg.
Onder dreiging van Sherman evacueerden de Zuidelijken de kanonnen van Haine's Bluff, waardoor de Noordelijke stoomboten onbedreigd en snel via de rivier de Yazoo Grant konden bevoorraden.
In de vorige slagen had Pemberton driekwart van zijn leger verloren. In Vicksburg verwachtte iedereen dat generaal Joseph E. Johnston, commandant van alle Zuidelijke troepen in Mississippi, de stad zou ontzetten – wat hij nooit zelfs maar probeerde. Grants troepen repareerden de verbrande bruggen en naderden de stad en masse. Op 18 mei stuurde Grant een voorstel naar Pemberton om de stad op te geven en zo zijn troepen te sparen. Pemberton weigerde, mogelijk beïnvloed door vrees voor publieke veroordeling als verrader omdat hij van Noordelijke afkomst was.

## Samenstelling van de legers
Pemberton had nog 18.500 soldaten tot zijn beschikking toen de stad volledig omsingeld werd. Grant kon ongeveer 35.000 soldaten in het veld brengen. De sterke fortificaties plaatsten Pemberton in het voordeel. Vicksburg was bijna onneembaar via een directe aanval. De defensieve linie was ongeveer 11 km lang en liep over heuvels met soms steile hellingen. Het was opgebouwd rond loopgraven, kleine redoutes en lunettes. De sterkste verdedigingswerken situeerden zich op Fort Hill. Dit fort domineerde de toegang tot de stad vanuit noordelijke richting.
De Army of the Tennessee onder leiding van generaal-majoor Ulysses S. Grant bestond uit drie korpsen, namelijk het XIII Corps onder leiding van generaal-majoor John A. McClernand, het XV Corps onder leiding van generaal-majoor William T. Sherman en het XVII Corps aangevoerd door generaal-majoor James B. McPherson.
De Zuidelijke Army of Mississippi onder leiding van luitenant-generaal John C. Pemberton bestond uit vier divisies onder leiding van de generaals-majoor Carter L. Stevenson, John H. Forney, Martin L. Smith en John S. Bowen.

## Aanvallen

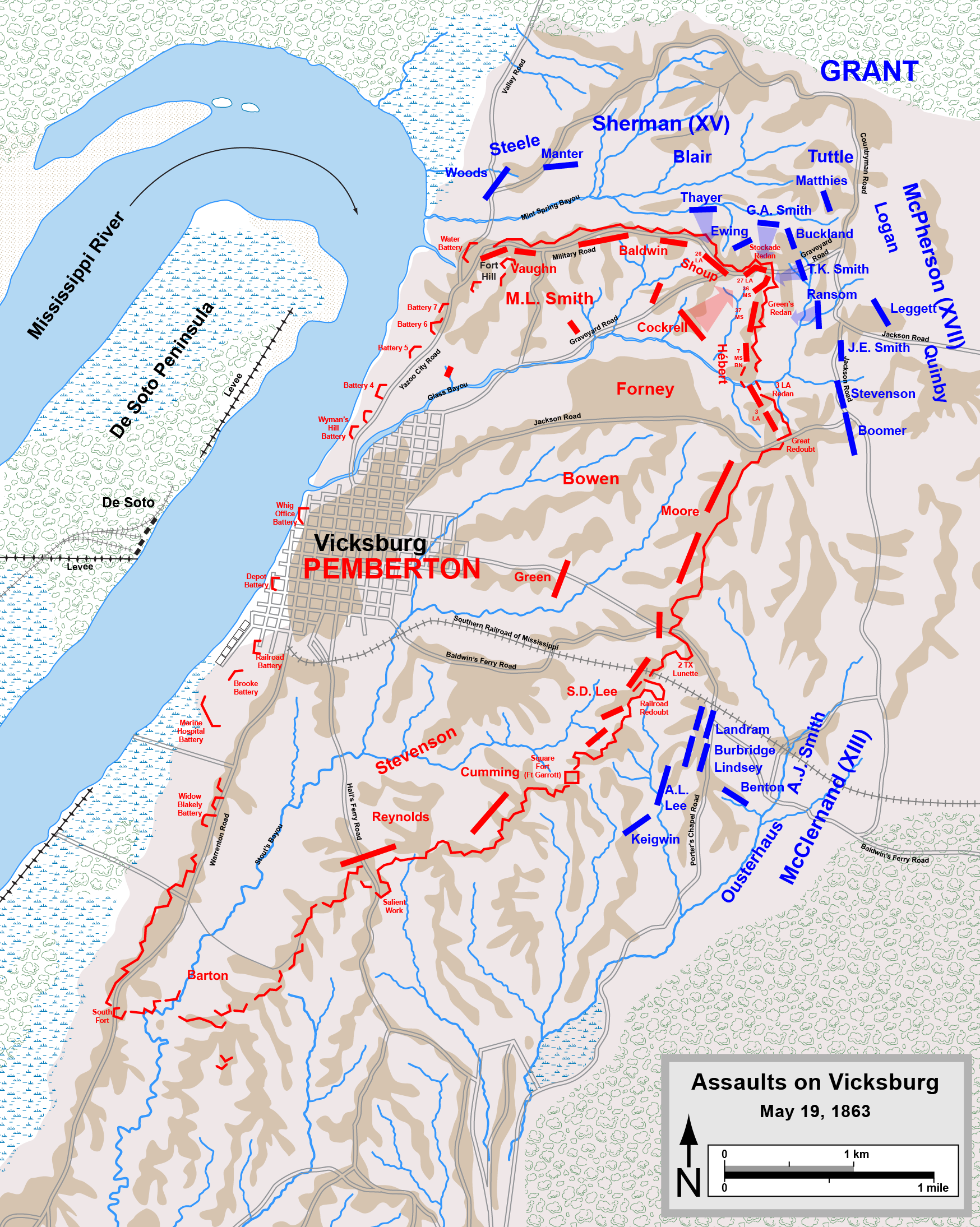
Aanvallen op Vicksburg op 19 mei.

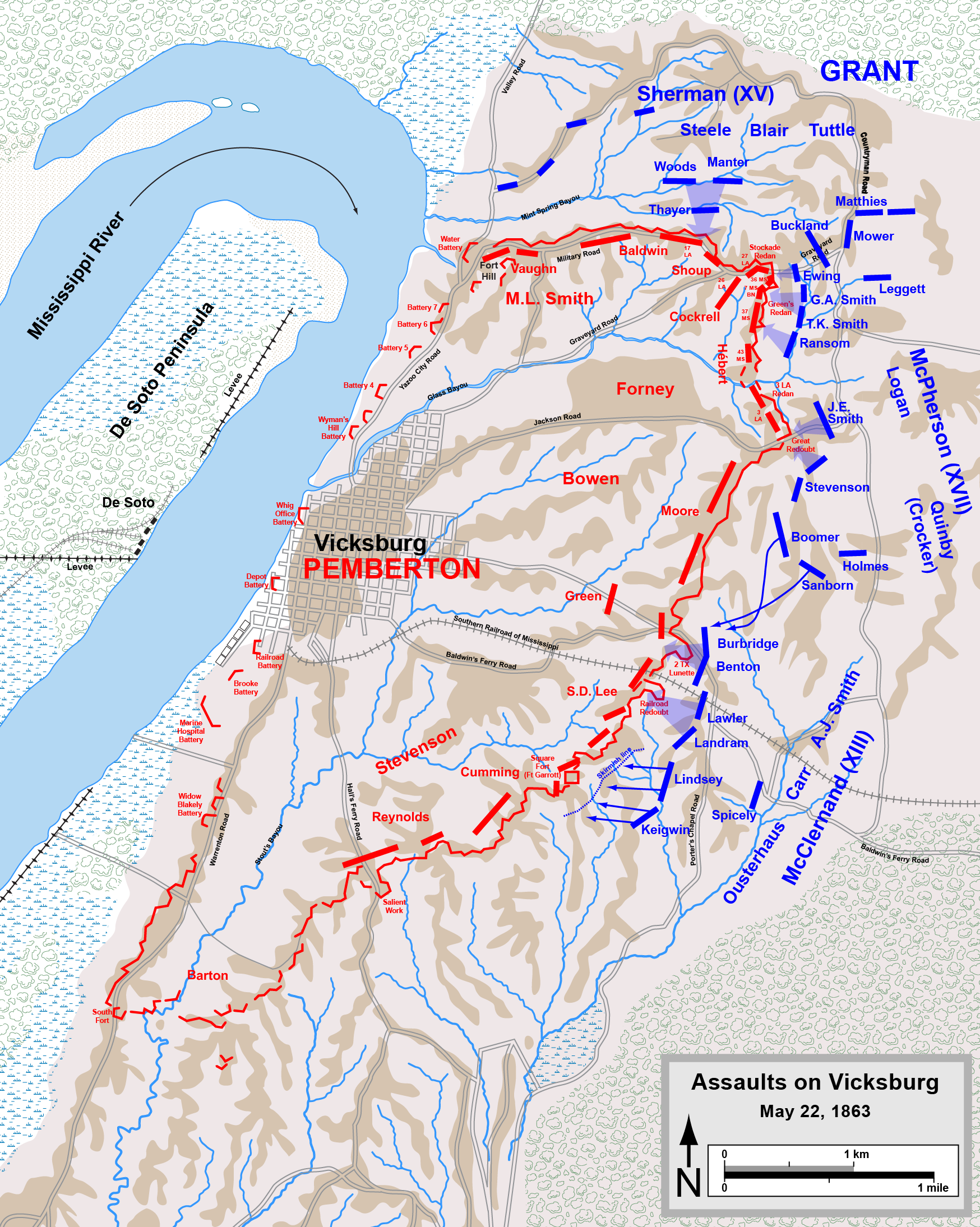
Aanvallen op Vicksburg op 22 mei.

Grant wilde de Zuidelijken overrompelen voor zich ze volledig konden organiseren. Op 19 mei liet hij zijn soldaten de Stockade Redan frontaal aanvallen. De eenheden van Sherman werden vertraagd in hun aanval door het accuraat kanon- en geweervuur van de 36th Mississippi Infantry onder leiding van brigadegeneraal Louis Hébert. Daarna moesten ze nog een 2m diepe gracht en 6m hoge muur over. De eerste aanval werd afgeslagen. Grant liet de verdedigingswerken bombarderen. Tegen 14.00u werd Shermans divisie onder leiding van generaal-majoor Francis P. Blair ingezet. Ook deze aanval mislukte.
De mislukte bestorming van de muren op 19 mei demoraliseerde de Noordelijken na hun reeks van overwinningen langs de Mississippi. Ze verloren 157 doden, 777 gewonden en 8 vermisten. De Zuidelijken hadden slechts 8 doden en 62 gewonden te betreuren.
Grant plande een volgende aanval op 22 mei. Ditmaal nam hij de nodige voorzorgsmaatregelen. Eerst stuurde hij verkenners uit om de doelstellingen te bekijken. Daarna zou hij zijn artillerie inzetten om de verdediging te verzwakken. De voorste eenheden werden voorzien van stormladders om gemakkelijker de gracht en muur te overbruggen. Grant wilde geen langdurig beleg, daarom liet hij zijn volledige leger over een frontbreedte van 5 km aanvallen. Ondanks de bloedige aanvallen op 19 mei waren de Noordelijken, voorzien van nieuwe voorraden, opnieuw gemotiveerd om de aanval in te zetten.
De Noordelijke artillerie bombardeerde de stad tijdens de nacht van 21 op 22 mei met 220 stukken geschut en de scheepskanonnen van viceadmiraal David D. Porters vloot. De fortificaties bleven vrijwel intact. Het moreel van de burgers daarentegen had grotere schade opgelopen. Na een korte pauze werd het bombardement in de ochtend van de 22ste mei verder gezet. Om 10.00u werd de aanval van de infanterie ingezet.
Sherman viel opnieuw aan via de Graveyard Road met 150 vrijwilligers die de ladders en planken droegen om over de gracht en muur te geraken. Ze werden op de voet gevolgd door de divisies van Blair en brigadegeneraal James M. Tuttle. De brigades van kolonel Giles A. Smith en T. Kilby Smith naderden tot op honderd meter van de Zuidelijke linie en openden het vuur. Daarna boekten ze geen vooruitgang. Tuttles divisie werd niet onmiddellijk ingezet. Op Shermans rechterflank duurde het de volledige voormiddag tot brigadegeneraal Frederick Steeles divisie op haar bestemming geraakte.
McPhersons korps werd aangeduid om het vijandelijke centrum aan te vallen via Jackson Road. De brigade van Thomas E. G. Ransom vormde de rechterflank en naderde de vijandelijke stellingen tot op honderd meter. Daar hield hij halt om niet onder het spervuur van de Green’s Redan te komen. Op McPhersons linkerflank werd de divisie van generaal-majoor John A. Logan aangeduid om de 3rd Louisiana Redan en de Great Redoubt te bestormen. John E. Smiths brigade geraakte tot aan de voet van de Redan en bleef daar steken tot het invallen van de duisternis. Brigadegeneraal John D. Stevensons brigade viel de redoute aan in twee colonnes. Hun ladders waren echter te kort om de muren te beklimmen. De brigade van Isaac F. Quinby rukte enkele honderden meters op, waarna hij halt hield om de verwarrende boodschappen van zijn ondergeschikten te interpreteren.
Op de Noordelijke linkerflank rukte McClernands korps op langs de Baldwin Ferry Road en de Southern Railroad of Mississippi. De divisie van brigadegeneraal Eugene A. Carr moest de Railroad Redoubt en de 2nd Texas Lunette innemen. Het Square fort werd aangevallen door Peter J. Osterhaus’ brigade. Carrs soldaten namen de 2nd Texas Lunette in en vroegen om versterkingen om de doorbraak uit te buiten.
Rond 11.00 besefte Grant dat de doorbraakpogingen van Sherman en McPherson mislukt waren. Op dit moment ontving Grant een boodschap van McClernand met de vraag om versterkingen. In zijn sector hadden de Zuidelijken versterkingen aangevoerd. McClernand vroeg om ondersteuning van McPhersons korps. Nadat er verschillende boodschappen heen en weer gestuurd waren, werd Quinby’s divisie van Shermans korps naar McClernand gestuurd.
Sherman liet de vijandelijke stellingen nog twee maal aanvallen. Om 14.15u vielen Giles Smith en Ransom aan maar hun aanval werd afgeslagen. Ook Tuttles divisie werd opnieuw ingezet, maar zij moest met zware verliezen terugtrekken. Ondertussen had Steeles divisie haar positie bereikt. Om 16.00u viel Steele de 26th Louisiana Redoubt aan. Ook deze aanval mislukte.
Logans divisie van McPhersons korps viel rond 14.00u opnieuw aan langs de Jackson Road. Hun aanval werd afgeslagen met zware verliezen. Ook McClernands nieuwe aanval liep faliekant verkeerd af. De Noordelijken telden 502 doden, 2.550 gewonden en 147 vermisten. De Zuidelijken hadden minder dan 500 soldaten verloren in de aanvallen.

## Beleg

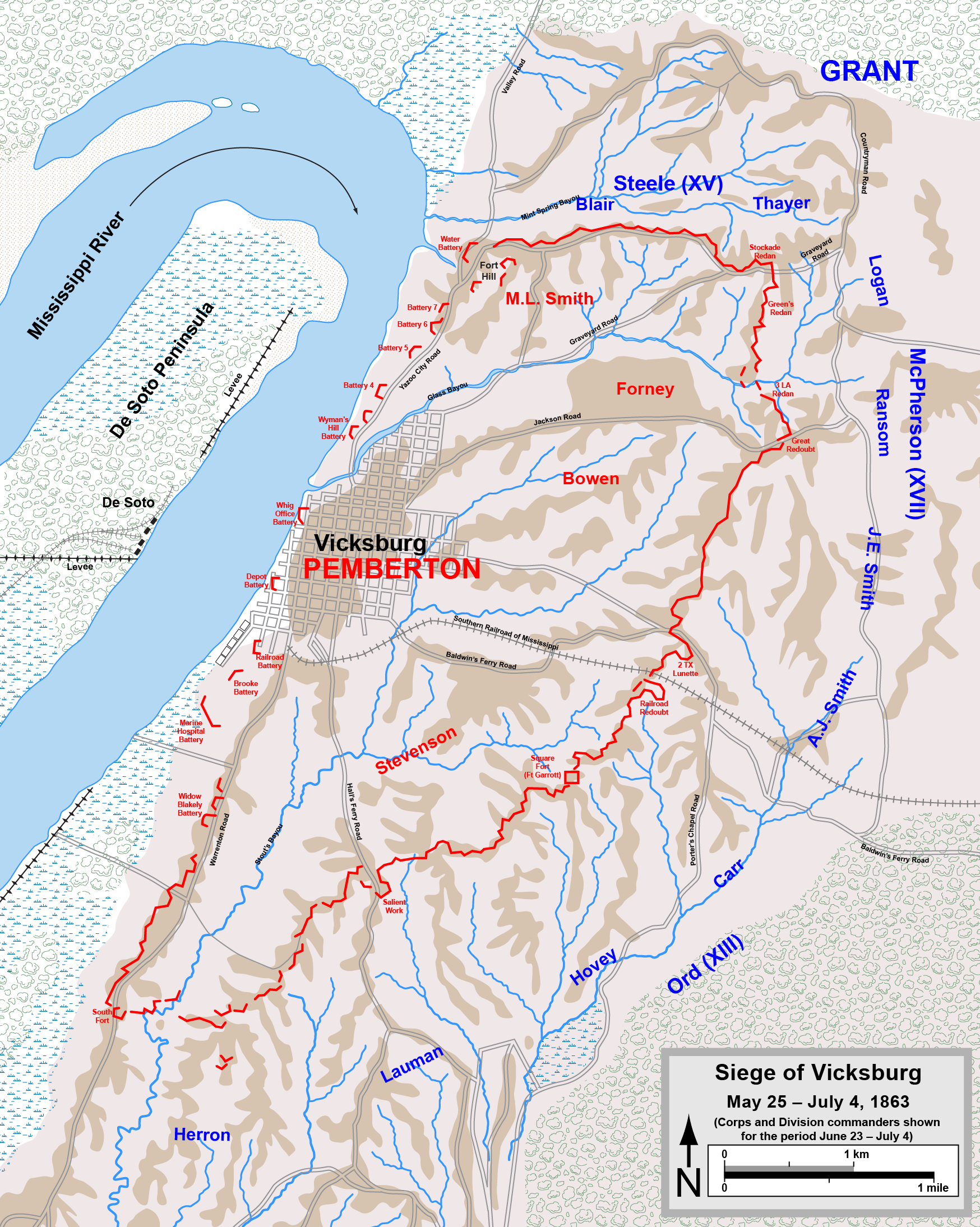
Beleg van Vicksburg tussen 23 juni en 4 juli.

Grant, schreef de historicus Shelby Foot, had geen spijt van de aanvallen, maar wel dat ze mislukt waren. Op 25 mei vaardigde luitenant-kolonel John A. Rawlins in naam van Grant Special Order 140 uit waarin stond:"Korpsbevelhebbers nemen de nodige stappen om de vijand te overwinnen door vestingwerken te bouwen. Het is gewenst dat de val van Vicksburg niet nog meer levens kost dan nu al het geval is. Ieder geografisch voordeel moet benut worden om stellingen te kunnen uitbouwen van waaruit mijnen, loopgraven en voorposten vertrekken om de stad in te nemen…." De Noordelijken bouwden hun stellingen uit rond de stad. Stap voor stap naderden ze de Zuidelijke fortificaties. De Zuidelijken zaten in de val. Ze werden beschoten door Noordelijke kanonneerboten en de Noordelijke infanterie kwam almaar dichter. Pemberton zou zijn stellingen zo lang mogelijk houden. Hij hoopte dat Johnston zijn belegerde stad te hulp zou schieten.
De Zuidelijken vroegen om een bestand om de doden en gewonden te bergen, die in de hete Mississippizomer lagen weg te rotten of om medische hulp en water riepen. Grant weigerde eerst, om geen zwakheid te tonen. Uiteindelijk gaf hij toe, en de Zuidelijken vuurden niet terwijl de Noordelijken hun doden en gewonden terughaalden.
Na het aflopen van het bestand besefte Grant dat zelfs 50.000 soldaten de stad niet volledig konden omsingelen. Pembertons ontsnappingsroutes waren beperkt. Toch werden verschillende wegen niet bewaakt door Noordelijke troepen. Grant kreeg versterkingen toegestuurd van generaal Henry W. Halleck. De 5.000 man sterke divisie van generaal-majoor Francis J. Herron arriveerde als eerste op 11 juni. Zijn divisie werd toegevoegd aan McPhersons korps. Daarna volgden drie divisies van het XVI Corps onder leiding van brigadegeneraal Cadwallader C. Washburn op 12 juni. Op 14 juni arriveerde generaal-majoor John G. Parkes 8.000 man sterke IX Corps. Grant had nu een leger van 77.000 soldaten onder zijn bevel.
Op 7 juni vielen Zuidelijke troepen Milliken’s Bend aan, in een poging Grants aanvoerlijnen af te snijden. Ze troffen daarbij gekleurde troepen, die moedig terugvochten, maar met inferieure wapens. Met hulp van de kanonneerboten wisten ze uiteindelijk tegen enorme kosten de aanval af te slaan: de verdedigers verloren 652 man tegen 185 Zuidelijken. Na dit verlies veranderde de opinie in Vicksburg van "Johnston komt!" tot "Waar is Johnston?".
Gedurende juni groeven de Noordelijken loopgraven in de richting van de stad. Scherpschutters schoten op iedereen die zijn hoofd boven het maaiveld stak. In de stad was een ruime hoeveelheid munitie aanwezig maar weinig voedsel. Aan het eind van juni was meer dan de helft van de Zuidelijke soldaten ziek. Men zag steeds minder paarden, muildieren en honden in de stad rondlopen.
Tijdens het beleg vuurden de Noordelijke kanonneerboten meer dan 22.000 granaten af op de stad en het leger. Het artillerievuur was nog heviger. Vrijwel alle huizen in Vicksburg werden beschadigd. De bevolking zocht onderdak in zelfgegraven holen in de grond. Ondanks de zware beschietingen vielen er slechts 12 doden onder de burgerbevolking.

### Veranderingen in de bevelstructuur
Tijdens het beleg veranderde Grant de bevelstructuur van zijn leger. Op 30 mei stuurde generaal McClernand een proclamatie naar zijn soldaten waarin hij de overwinning reeds opeiste. Grant had hierop gewacht. Reeds in januari 1863 had Grant toestemming gekregen om McClernand te vervangen. Op 18 juni werd McClernands korps onder het bevel geplaatst van generaal-majoor Edward Ord. McClernand werd naar Texas gestuurd.
Op 22 juni voerde Grant nog een verandering door. Grant moest ook rekening houden met een eventuele aanval van Joseph E. Johnston. Daarom stuurde hij een divisie naar de Big Black River bridge. Een andere divisie verkende de regio tot aan Mechanicsburg. Rond 10 juni werd het IX Corps van John G. Parke naar Grant gestuurd. Dit korps vormde de kern van een speciale eenheid die de activiteiten van Johnston moest verhinderen. Sherman kreeg het bevel over dit korps. Brigadegeneraal Frederick Steele verving Sherman voor het XV Corps. Op 1 juli arriveerde Johnston bij de Big Black River. Dankzij de aanwezigheid van Shermans korps was Johnston te laat om de val van Vicksburg te voorkomen.

### Krater bij de 3rd Louisiana Redan
Noordelijke genietroepen hadden onder de 3rd Louisiana Redan een tunnel gegraven en volgestouwd met 1.100 kg buskruit. Op 25 juni werd dit deel van de Zuidelijke stellingen opgeblazen. Gelijktijdig vielen Logans XVII Corps de vernietigde stellingen aan. De 45th Illinois Regiment onder leiding van kolonel Jasper A. Maltby stormde door het ontstane gat die 33 meter breed en 4 meter diep was. Hun aanval werd afgeslagen door terugtrekkende Zuidelijke infanterie. De Noordelijke genie probeerde versterkingen uit te bouwen rond de krater om hun infanterie te beschermen. Hun missie was geslaagd. Vanuit de krater groeven ze een nieuwe gang in zuidelijke richting. Op 1 juli werd ook deze mijn ontstoken. Er volgde wel geen infanterieaanval. Op 2 en 3 juli werkten genietroepen verder aan het uitbreiden van de kraters om nieuwe infanterieaanvallen te vergemakkelijken. De overgave van de stad op 4 juli zou dit werk nutteloos maken.

## Overgave
Joseph E. Johnstons leger bij Jackson groeide, ten koste van andere legers van de toch al zo zwaar belaagde Confederatie, maar toch vond hij het te zwak om Grant aan te vallen. Grants leger groeide sneller, bevoorraad via de nu open rivier de Yazoo. Johnston stelde "Ik beschouw de redding van Vicksburg als hopeloos." De Zuidelijke regering deelde die mening niet en drong er bij de voorzichtige Johnston op aan om aan te vallen; wat hij weigerde.
Robert E. Lee had opgemerkt dat het klimaat van de Mississippi in juni voldoende zou moeten zijn om de Noordelijke aanval af te slaan. Lee weigerde oproepen om de stad te hulp te schieten vanuit het Oostelijke oorlogstheater. In plaats daarvan viel zijn Army of Northern Virginia het noorden binnen in een campagne die culmineerde in de Slag bij Gettysburg, en die gedeeltelijk bedoeld was om de druk op Vicksburg te verlichten.
Op 1 juli begon Johnston eindelijk voorzichtig op te rukken naar het westen. Op 3 juli was hij klaar om aan te vallen, maar op 4 juli, Onafhankelijkheidsdag, waren de Noordelijke linies vreemd stil.
Op 3 juli stuurde Pemberton een notitie naar Grant, die eerst, net als bij Fort Donelson onvoorwaardelijk overgave eiste. Maar toen hij zich realiseerde dat hij dan 30.000 hongerige Zuidelijke krijgsgevangen zou moeten voeden, bood hij aan hen op voorwaarden vrij te laten. Gegeven hun gedemoraliseerde en ondervoede toestand verwachtte hij dat ze ooit nog zouden vechten.
De overgave werd officieel gemaakt bij een oude eikenboom op 4 juli. Wegens de overgave op deze dag werd Onafhankelijkheidsdag niet gevierd door de meeste inwoners van Vicksburg tot aan de Tweede Wereldoorlog.
De Noordelijken hadden 4.835 soldaten verloren bij het beleg. De Zuidelijken verloren 32.697 soldaten waarvan er 29.495 gevangen werden genomen. Sinds 29 maart had de veldtocht 10.142 Noordelijke en 9.091 Zuidelijke slachtoffers gemaakt. Naast de menselijke tol verloren de Zuidelijken 172 kanonnen en 50.000 geweren.
Slag om Fort Henry · Slag om Fort Donelson · Slag bij Shiloh · Beleg van Vicksburg · Tweede Slag bij Chattanooga · Atlantaveldtocht · Shermans Mars naar de Zee